# ソン・ウォンイル
ソン・ウォンイル（손원일、1962年12月11日 - ）は、大韓民国の男性声優。現在は韓国放送声優劇会

## 出演作品
※太字は主役・メインキャラクター。

### アニメ
- 愛天使伝説ウェディングピーチ (雨野たくろう)
- カードキャプターさくら (木之本桃矢)
- とっとこハム太郎 (トラハムくん)
- NARUTO -ナルト- (はたけカカシ)
- ふしぎの海のナディア (ハマハマ)
- ふしぎ遊戯 (井宿、夕城奎介)
- フルーツバスケット (草摩紫呉)
- フルメタル・パニック! (相良宗介)
- BLEACH (浮竹十四郞)
- イナズマイレブンGO クロノ・ストーン（ザナーク・アバロニク）
- るろうに剣心 -明治剣客浪漫譚-（月岡津南）

| スタブアイコン | サブスタブ | この項目は、まだ閲覧者の調べものの参照としては役立たない、声優（ナレーターを含む）に関連した書きかけの項目です。この項目を加筆・訂正などしてくださる協力者を求めています（P:アニメ/PJ:芸能人）。 |